# レナード・タルミ
レナード・タルミ（Leonard Talmy）は、アメリカ合衆国の言語学者。認知言語学の先駆。イディッシュ語とネイティブアメリカ諸語が専門。ニューヨーク州立バッファロー大学の教授。

## 著書
- Toward a Cognitive Semantics（2000年）-- 全2巻

## 論文
- "The Relation of Grammar to Cognition"
- "Force Dynamics in Language and Cognition"
- "How Language Structures Space"
- "Fictive Motion in Language and `Ception'"
- "Lexicalization Patterns"
- "The Representation of Spatial Structure in Spoken and Signed Languages: a Neural Model"
- "Recombinance in the Evolution of Language"

| スタブアイコン | サブスタブ | この項目は、まだ閲覧者の調べものの参照としては役立たない、人物に関連した書きかけの項目です。この項目を加筆・訂正などしてくださる協力者を求めています（P:人物伝/PJ:人物伝）。 |